# Burketown
Burketown – miasto w Australii, w stanie Queensland.